# Illes de Tailàndia

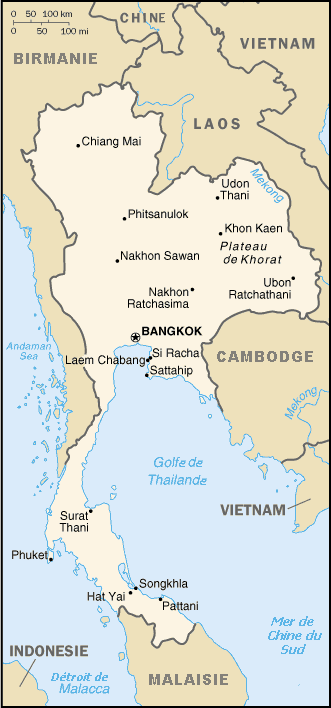
Mapa de Tailàndia

Tailàndia, a diferència d'Indonèsia o les Filipines que consten d'uns quants milers d'illes, és un país continental. Té dues costes, una a l'oest sobre el mar d'Andaman, una part de l'oceà Índic, l'altra a l'est, constituint el golf de Tailàndia al mar de la Xina Meridional..
Al llarg d'aquestes costes hi ha escampades uns quants centenars d'illes, de les quals només algunes desenes estan poblades de manera significativa.
Aquests últims són sovint importants centres turístics. La més gran de totes és Ko Phuket, que també forma una província. En tailandès la paraula illa s'anomena koh (เกาะ, pronunciat 'ko' d'aquí la transcripció de vegades visible de Ko en comptes de Koh, extreta de la transcripció anglesa) i sempre precedeix el nom de l'illa.

## Illes del mar d'Andaman
- Ko Phuket
- Khao Phing Kan (badia de Phang Nga[1])
- Ko Yao Yai
- Koh Yao Noi
- Illes Phi Phi (Ko Phi Phi Don i Ko Phi Phi Le)
- Koh Lanta
- Koh Lipe
- Koh Ngai
- Koh Muk
- Koh Laoliang
- Koh Bulon
- Koh Turatao
- Koh Kradan

## Illes del golf de Tailàndia

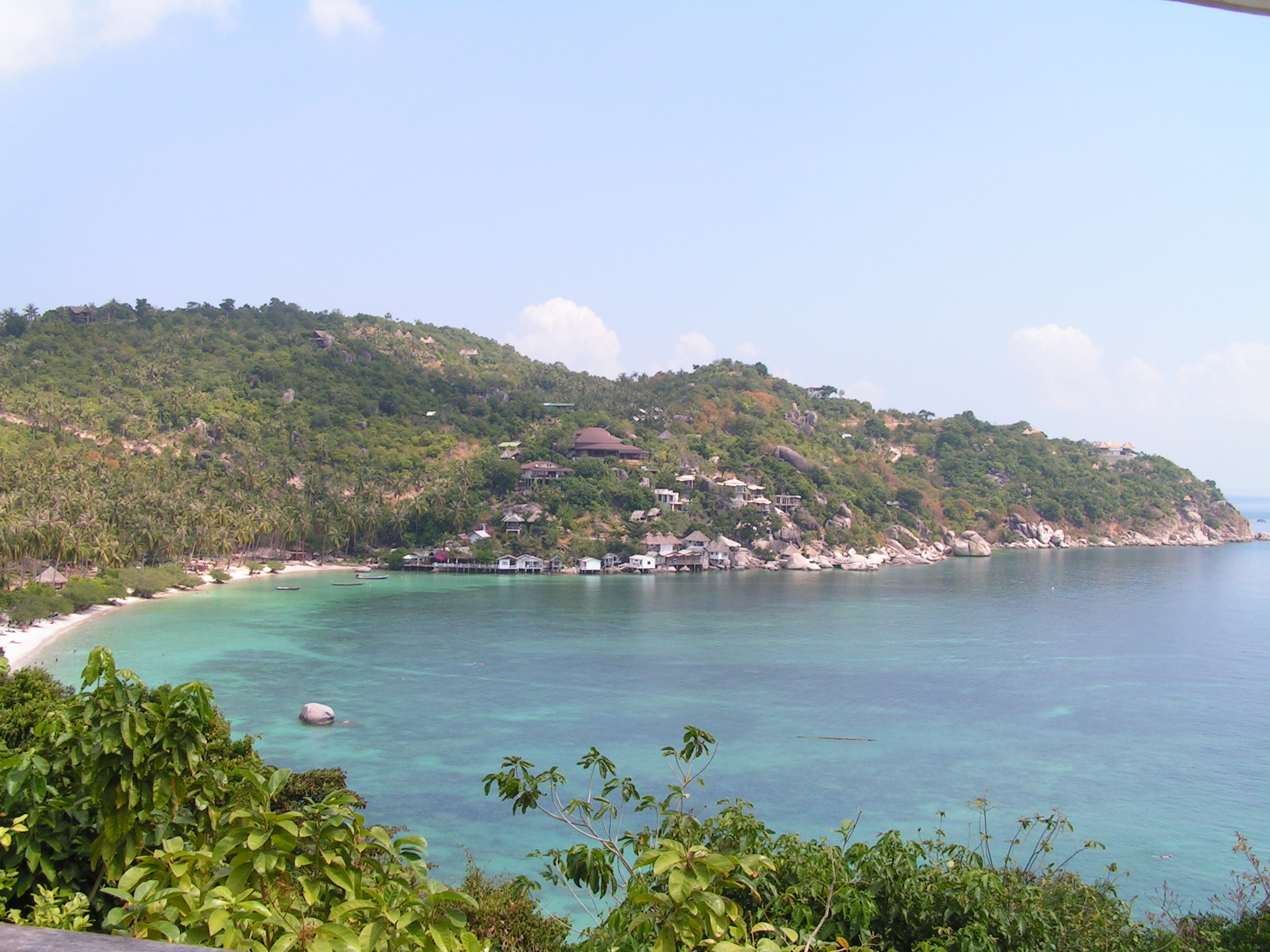
Badia a Ko Tao

- Koh Si Chang
- Koh Lan
- Ko Phai
- Ko Samet
- Koh Chang
- Ko Mak
- Koh Kut
- Koh Samui
- Ko Pha Ngan
- Koh Tao

## Galeria

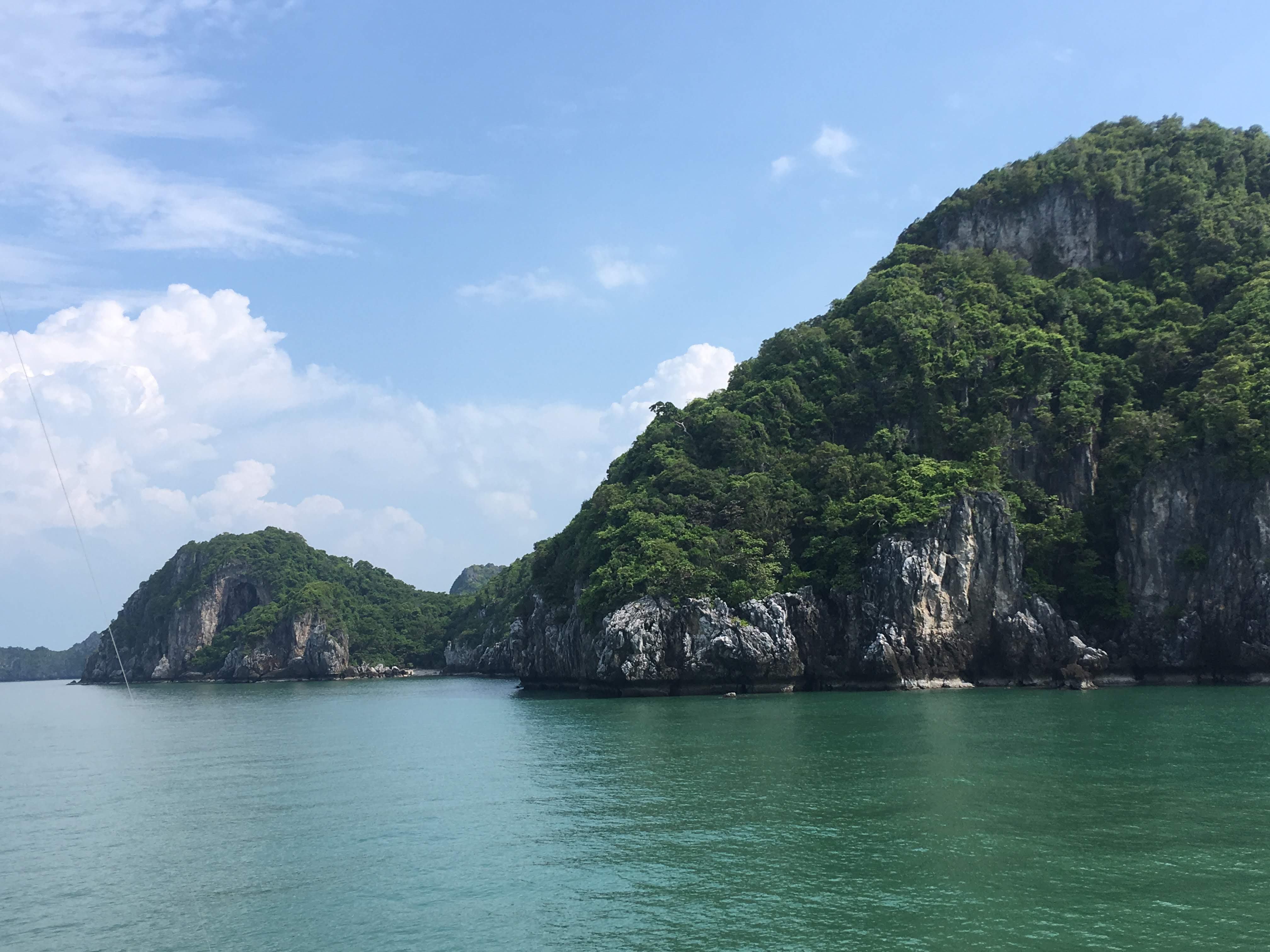
Ko Phai
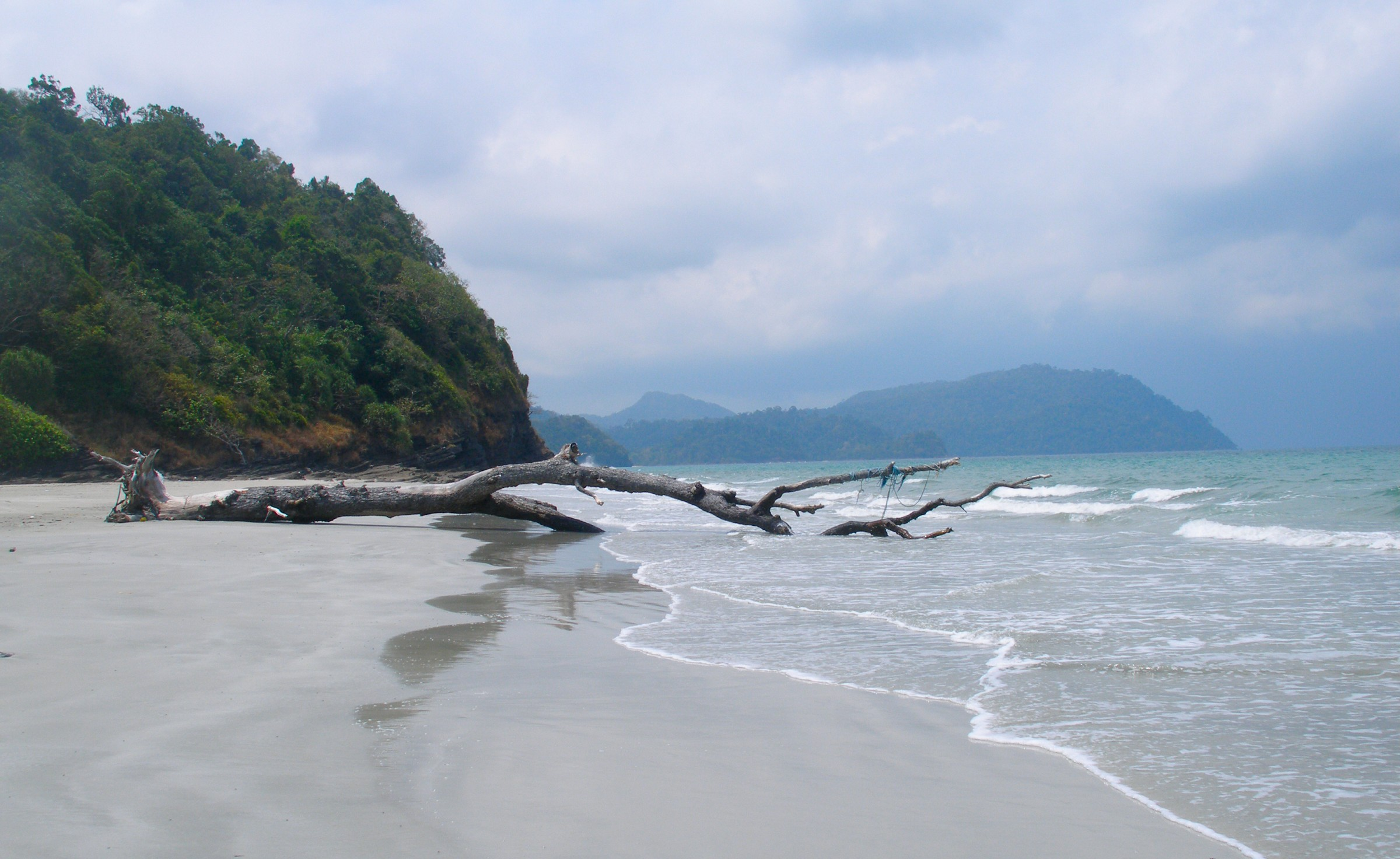
Ko Tarutao
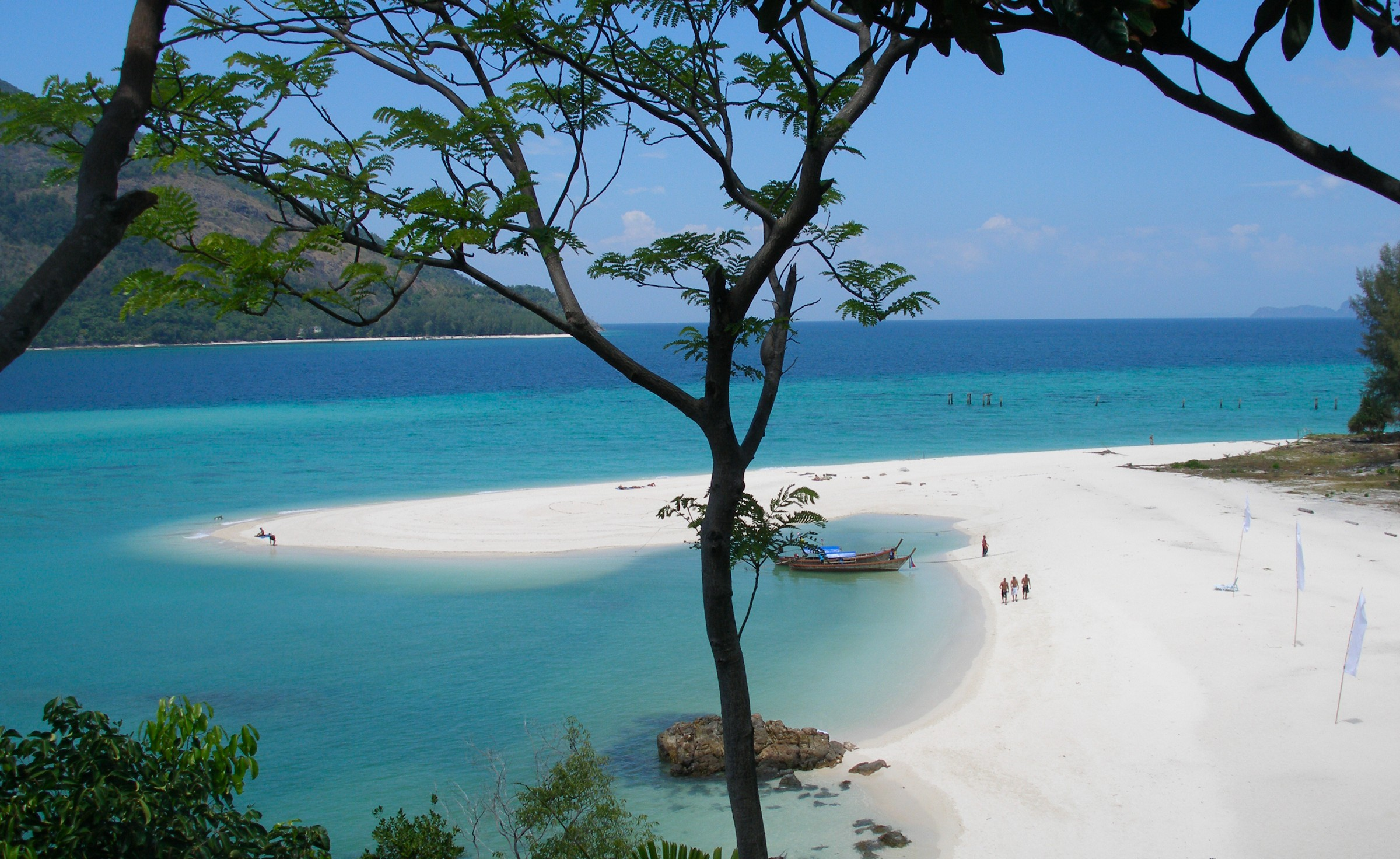
Ko Lipe
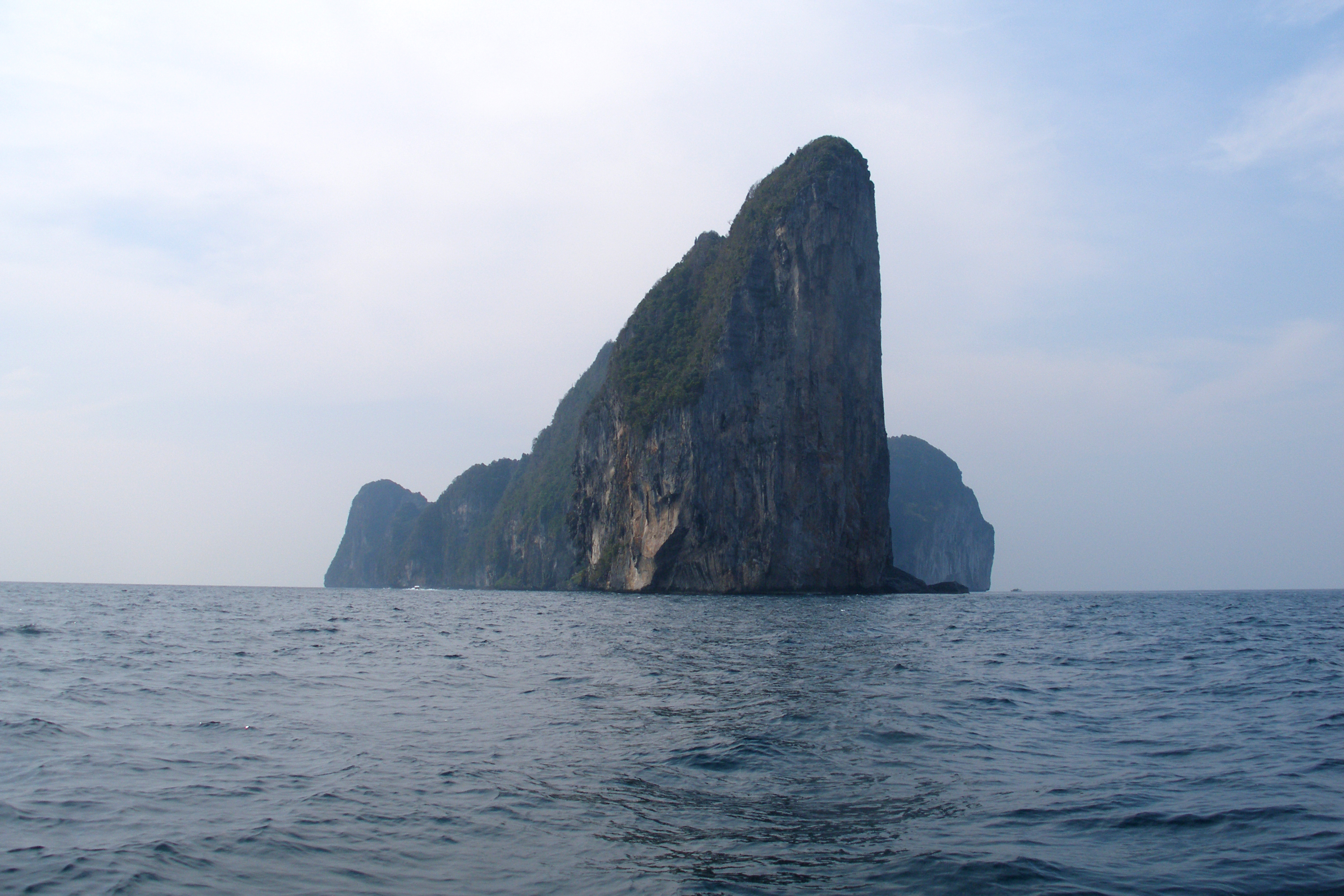
Ko Phi Phu Leh
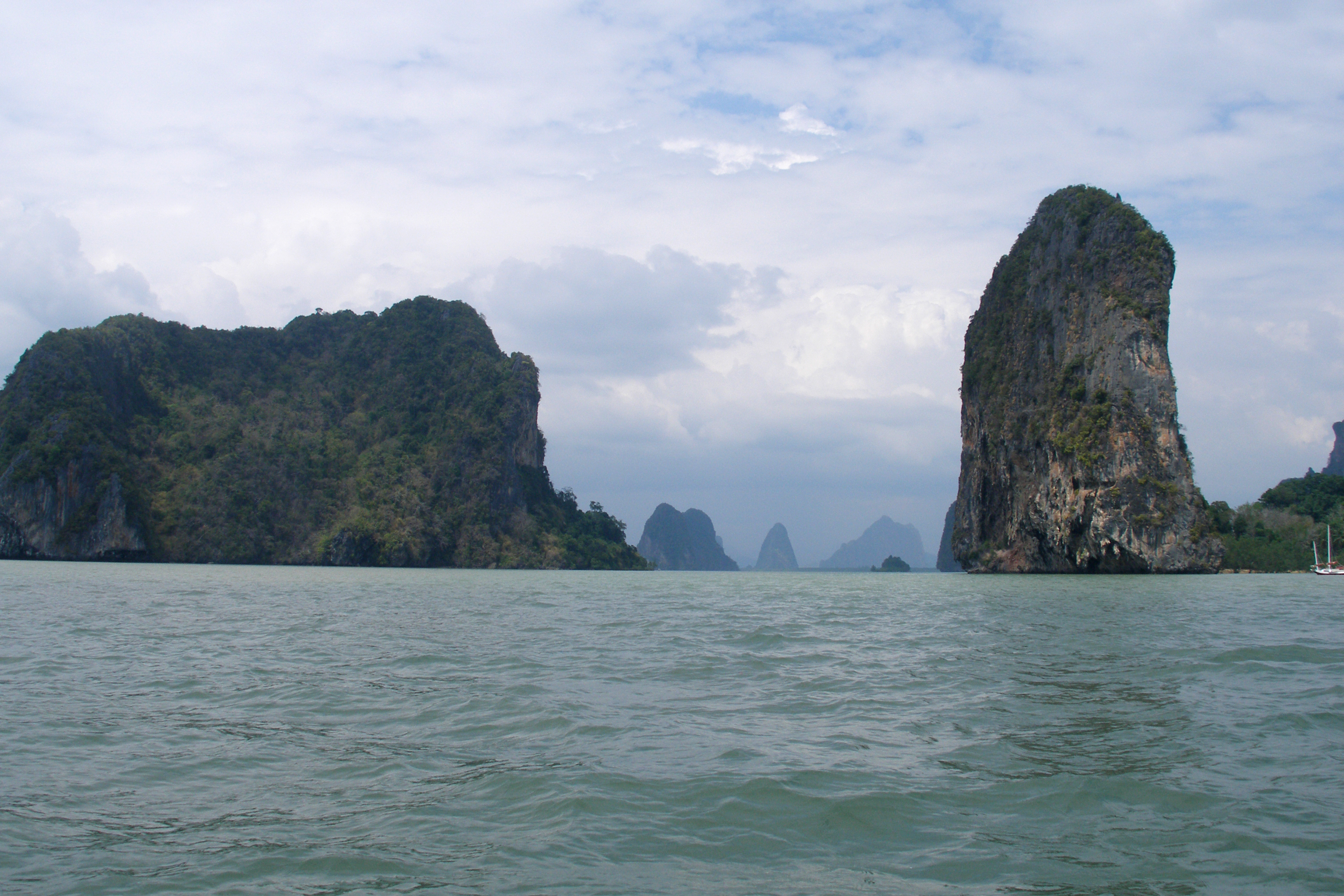
Islands of Phang Nga Bay
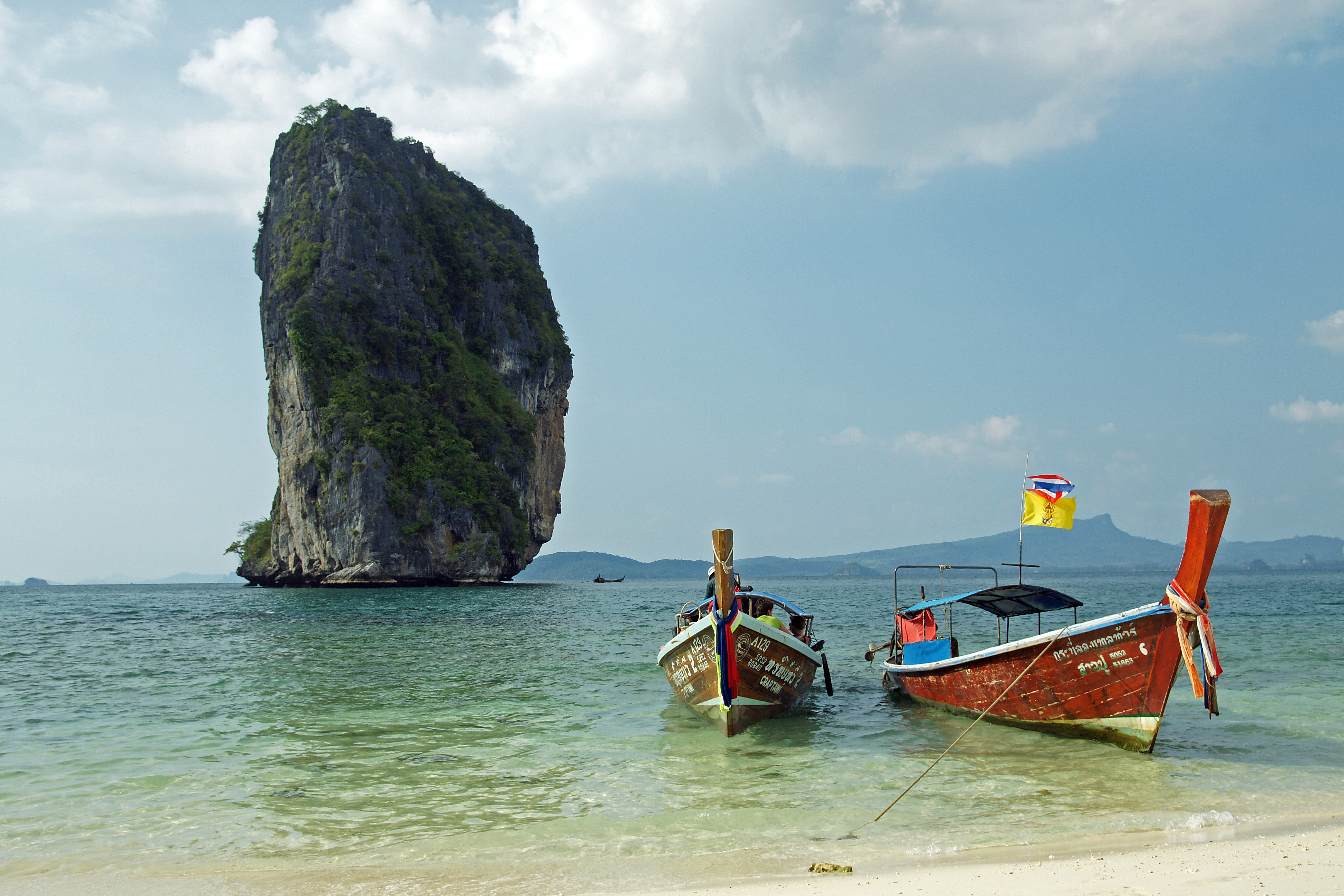
Ko Poda
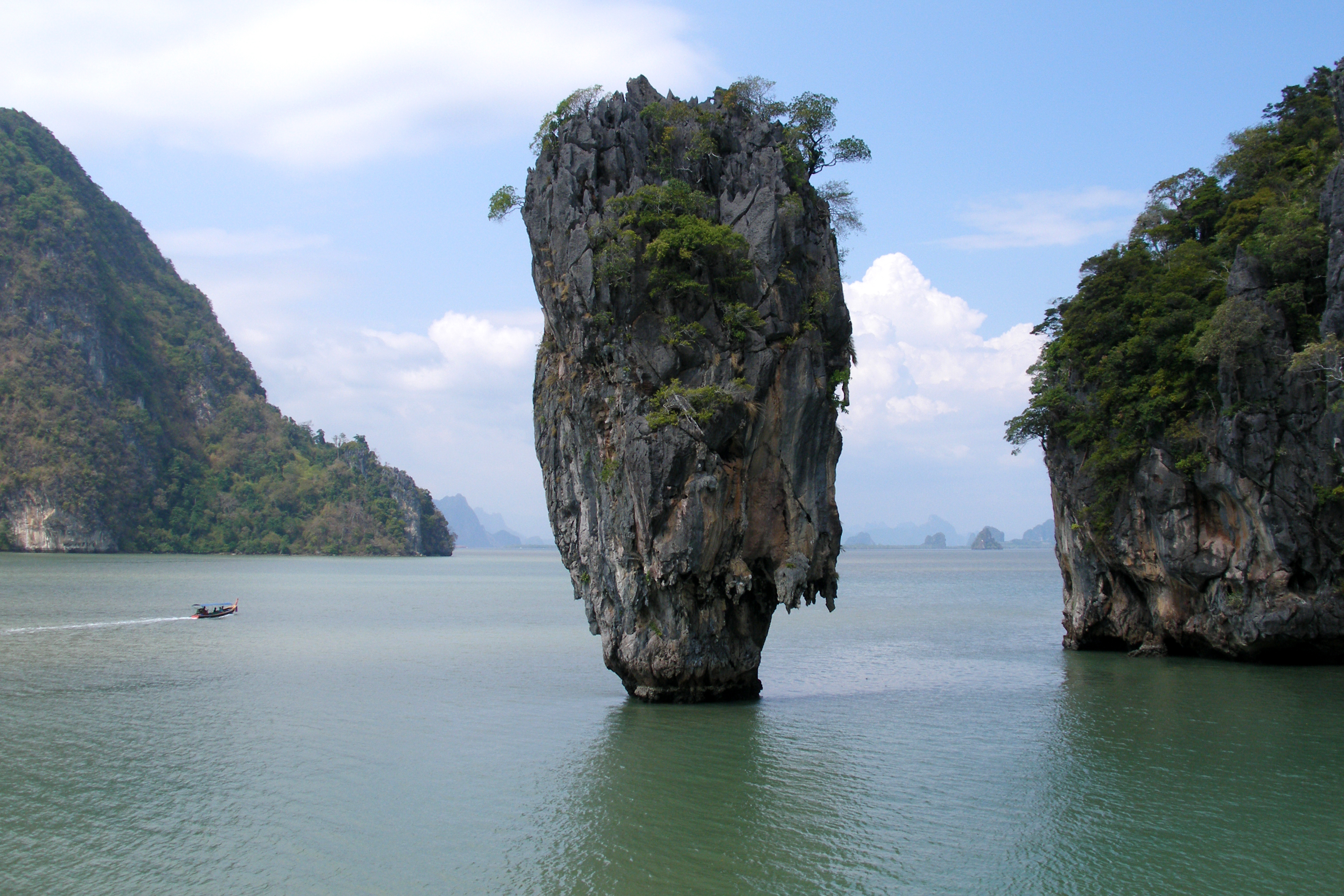
Ko Tapu
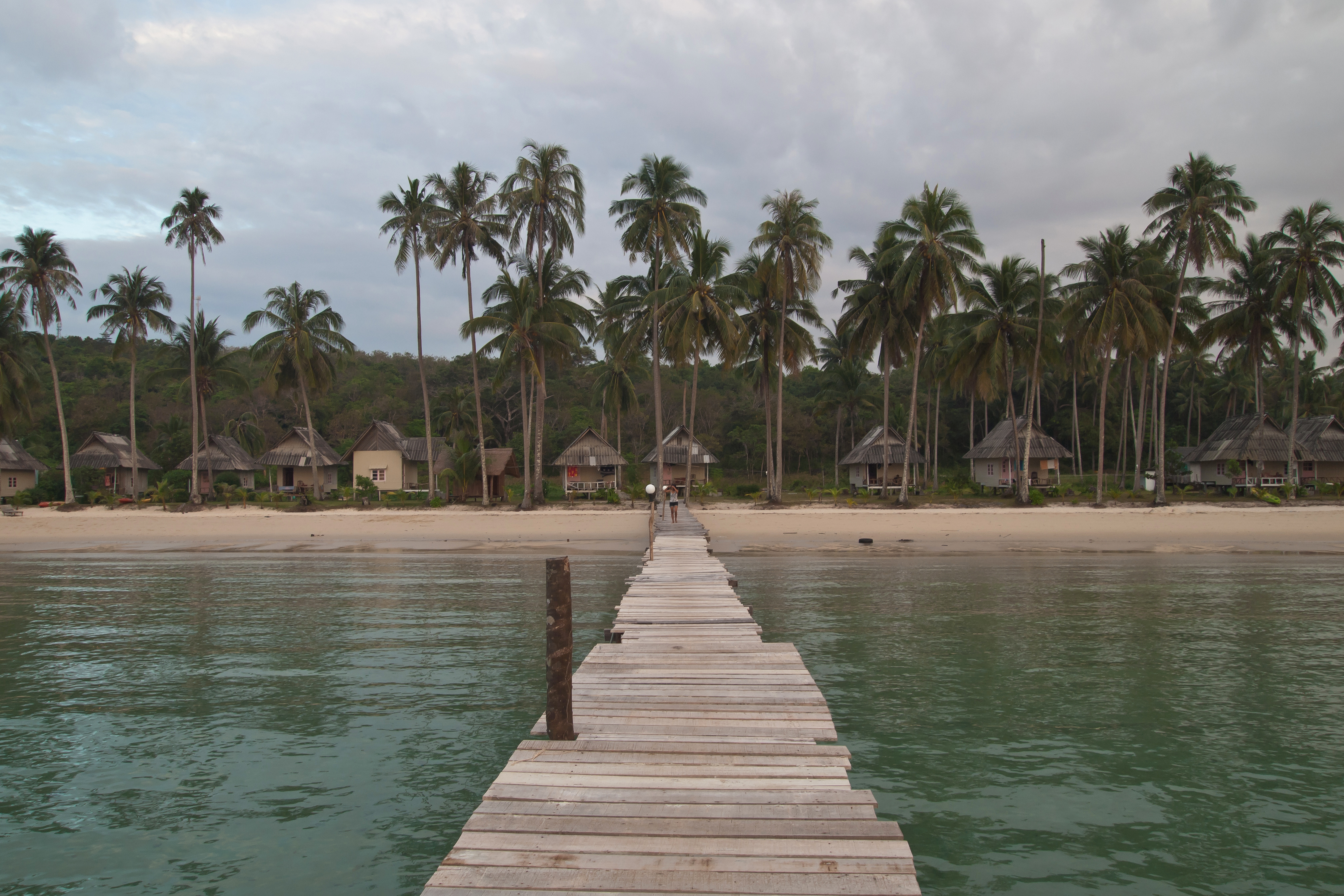
Ko Kut
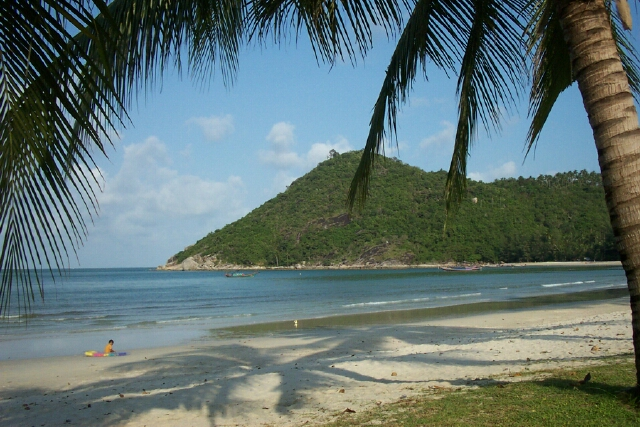
Ao Thong Nai Pan, Ko Pha Ngan
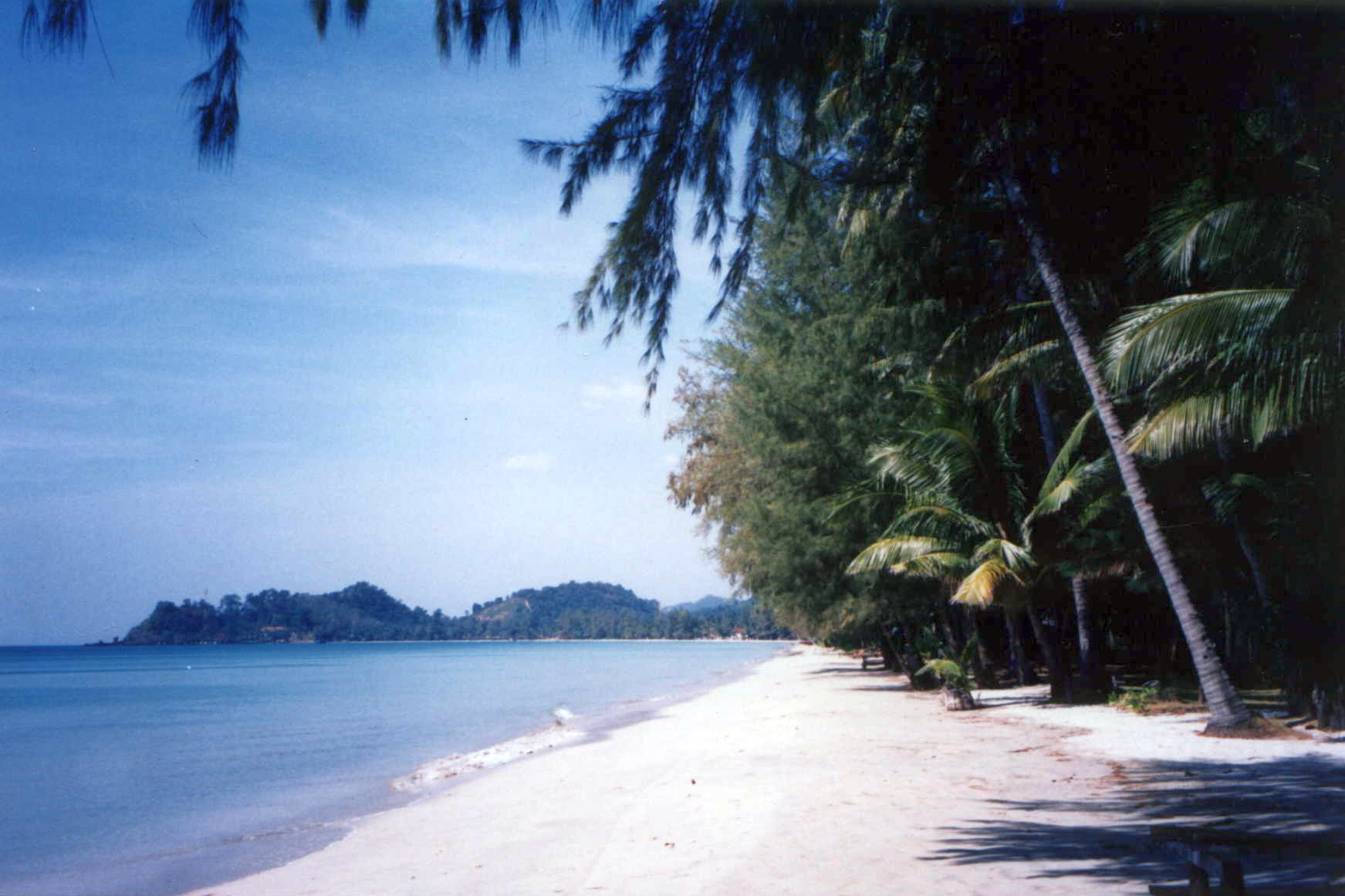
Ko Chang
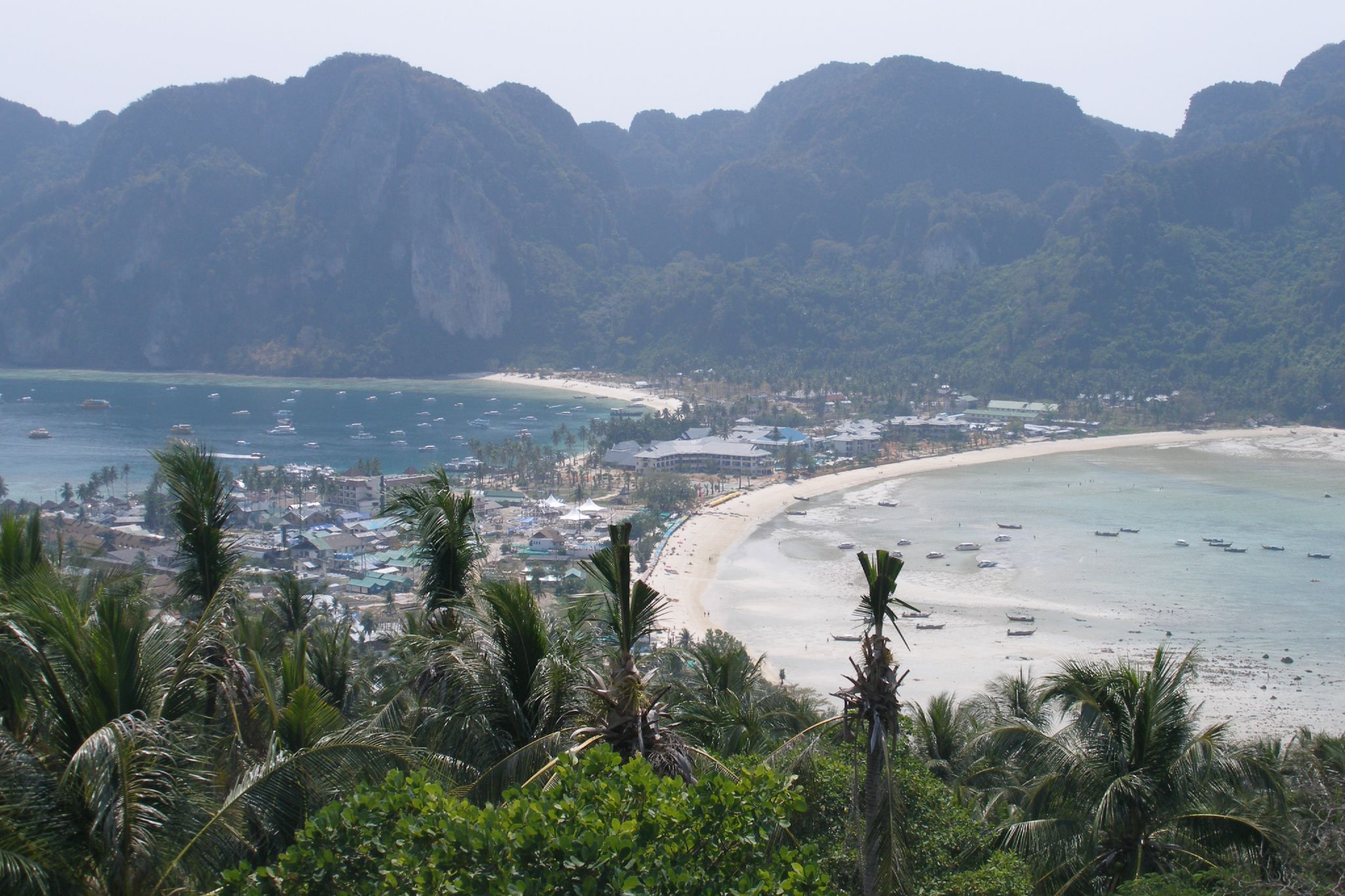
Beaches of Ko Phi Phi Don
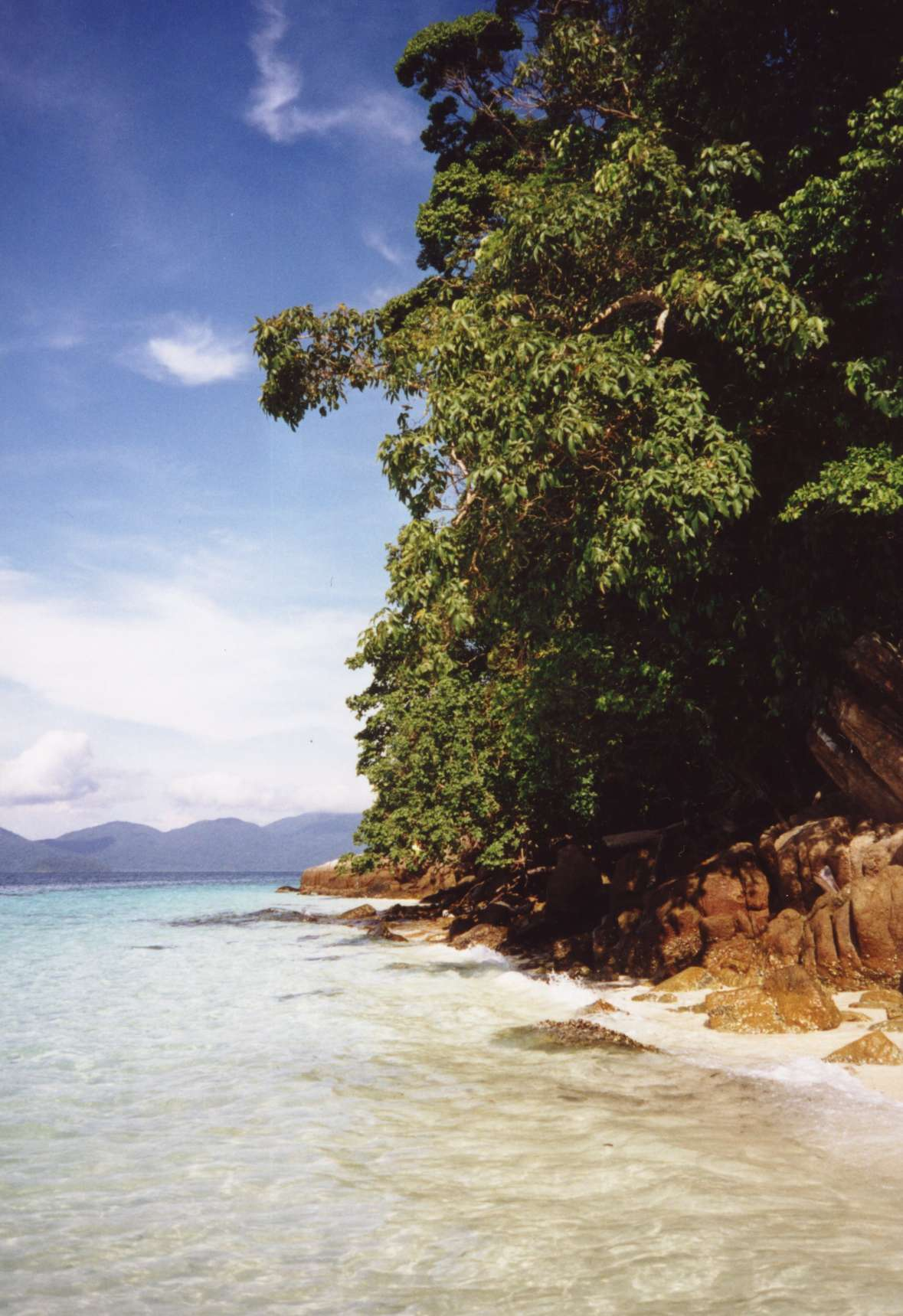
Ko Yang of the Tarutao group
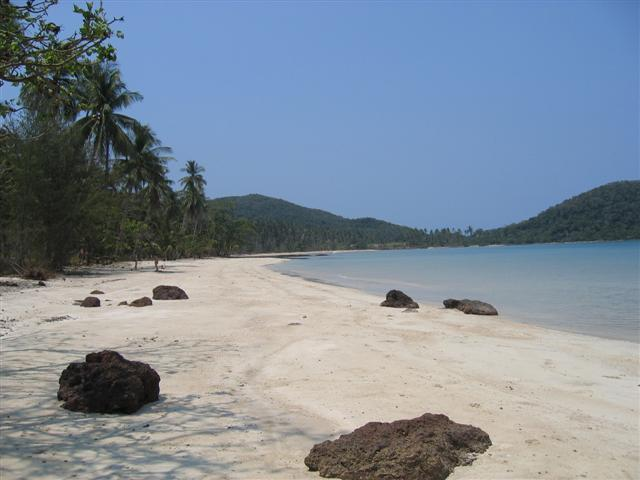
Ko Mak
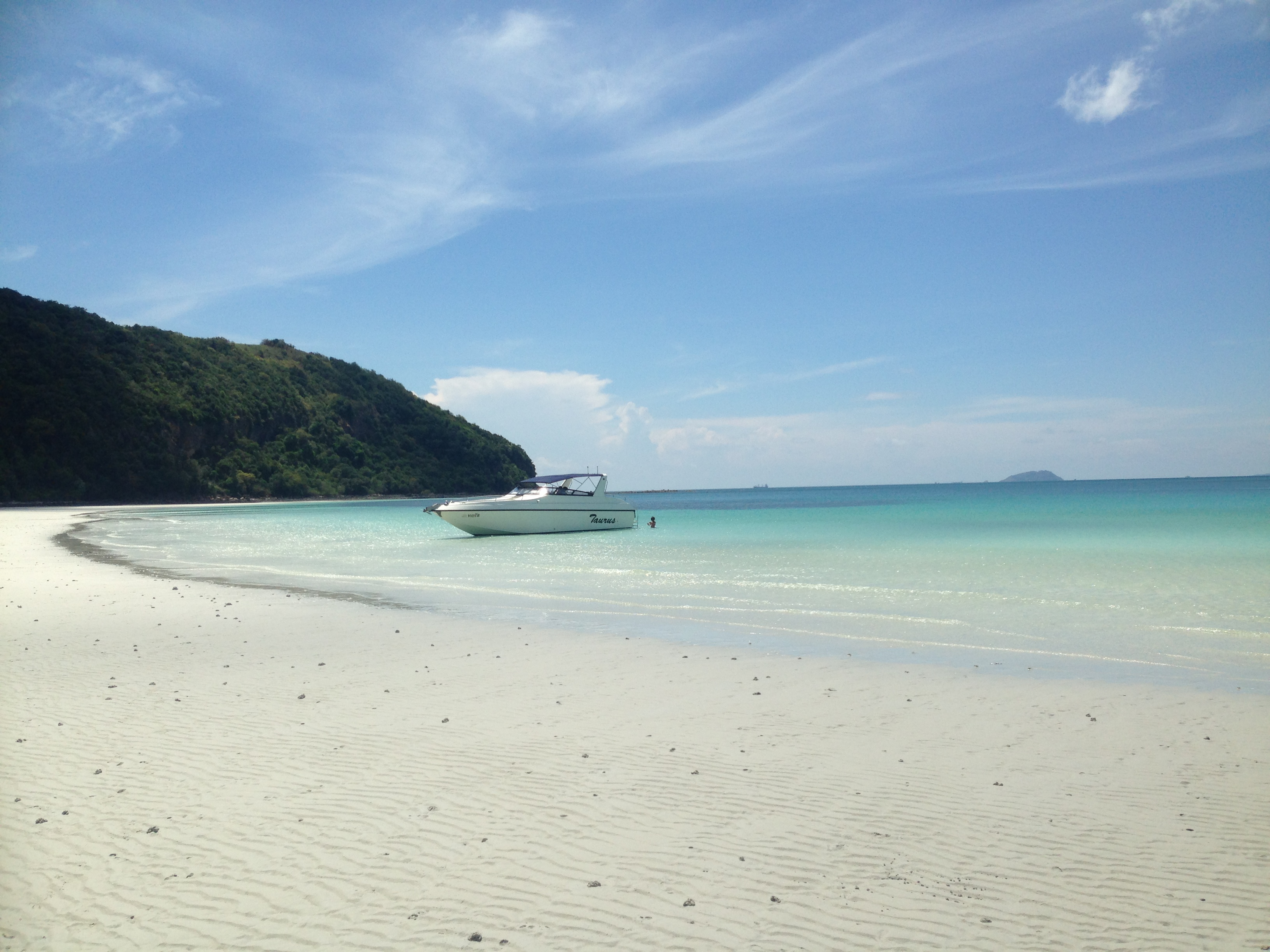
Ko Kram